# Guerre civile écossaise de 1568-1573
Marian civil war
Batailles
Bataille de Langside (1568)
Château de Chanonry of Ross
Bataille de Tillieangus (1571)
Bataille de Craibstone (1571)
La guerre civile écossaise de 1568-1573, dite aussi guerre civile marienne (en anglais : Marian civil war) est un ensemble de conflits qui font suite à l'abdication de la reine Marie Stuart et son évasion en mai 1568. Le conflit oppose les régents de Jacques VI d'Écosse alors enfant, aux partisans de la reine exilée en Angleterre, et s'achève avec l'intervention de troupes anglaises et la reddition du château d'Édimbourg en mai 1573. En 1570, ce conflit est qualifié de « guerre intestine dans le Commonwealth », et dans la période qui suit de « guerre intestine menée à l'encontre de l'autorité ».

## Deux camps en présence
Les partisans de Marie Stuart bénéficient de soutiens divers au-delà du royaume qui considèrent légitime de s'opposer à une injuste déposition de la reine, ceux de Jacques se présentent comme les défenseurs de la religion protestante comme en France. Mary Stuart s'est évadée du château de Loch Leven le 2 mai 1568, mais une fois ses troupes défaites à la bataille de Langside (en) par son demi-frère le régent Moray, elle doit s'exiler en Angleterre. Aidée par le clan Hamilton à la bataille de Langside, le soutien des chefs écossais à la reine est en partie lié à ce qu'on soit allié ou ennemi des Hamilton. D'autres choisissent le camp de la reine par opposition à l'autorité de Moray.

## Marche de Moray sur l'ouest et le nord
En juin 1568, Moray organise le raid de Dumfries (ou raid de Hoddom), une expédition militaire contre le centre de la rébellion dans le sud-ouest. La troupe et l'artillerie royales marchent sur Biggar tenu par Lord John Fleming qui a combattu pour la reine à Carberry Hill et Langside. L'armée royale est protégée par des éclaireurs menés par Alexander Home de Manderston et par l'avant-garde commandée par James Douglas de Morton, futur régent, et Alexander Lord Home ; suivent le train de l'artillerie avec Moray à sa tête et la troupe du seigneur de Chessford, le tout flanqué des troupes des de Merse et de Walter Scott de Buccleuch.
En chemin, Moray prend les places-fortes de Skirling, Crawford, Sanquhar, Kenmure, Hoddom où il déploie les canons, et Annan où il rejoint le Marshall Henry Scrope capitaine de Carlisle pour examiner les affaires frontalières. Scrope évalue l'armée du régent à 6 000 hommes à ce moment. Moray prend ensuite Lochmaben, Lochwood et Lochhouse avant rejoindre Édimbourg par Peebles. À Dumfries, des hommes de James Douglas, futur Régent, se rendent. La forteresse de Rutherglen est entièrement détruite par Moray en représailles contre le clan Hamilton et sa participation à la bataille de Langside.
En juin 1569, Moray marche sur le burgh de Brechin où il accepte des otages envoyés par George Gordon de Huntly qu'il rencontre à Aberdeen. Le 4 juin 1596, Moray rencontre à Inverness les chefs de clans écossais des Highlands et des Îles, les comtes de Cathness et Sutherland et Hugh Fraser Lovat. Son secrétaire John Wood déclare que « rarement on avait vu ici une telle assemblée de pouvoirs » ; Moray écrit que « le but de la rencontre est de mettre un terme aux troubles dans le Nord ».

## Dumbarton
Dùn Breatainn, la « forteresse des Bretons » Dumbarton Castle, surplombe la ville et son port et contrôle l'entrée du fleuve Clyde. John Lord Fleming, le capitaine de Biggar et Robert Lord Sempill, tous rebelles, y ont installé leur garnison et ont entreposés du ravitaillement depuis l'intérieur des terres. La rumeur court qu'une aide extérieure viendra débarquer ; en décembre 1569, William Drury, Marshall de Berwick, est informé que le duc d'Albe Ferdinand de Tolède y enverrait des troupes depuis les Flandres. Moray dira avoir par tous les moyens tenté de s'emparer de Dumbarton et qu'il l'aurait pris avant mai [1539] s'il avait eu l'occasion d'amener son armée vers l'est : « Towards Dumbarton, I leif na moyen unsocht to obteyn it, and doubt not, befoir May to have had the same, gif I mycht have reparit to the west countrie my selff. »

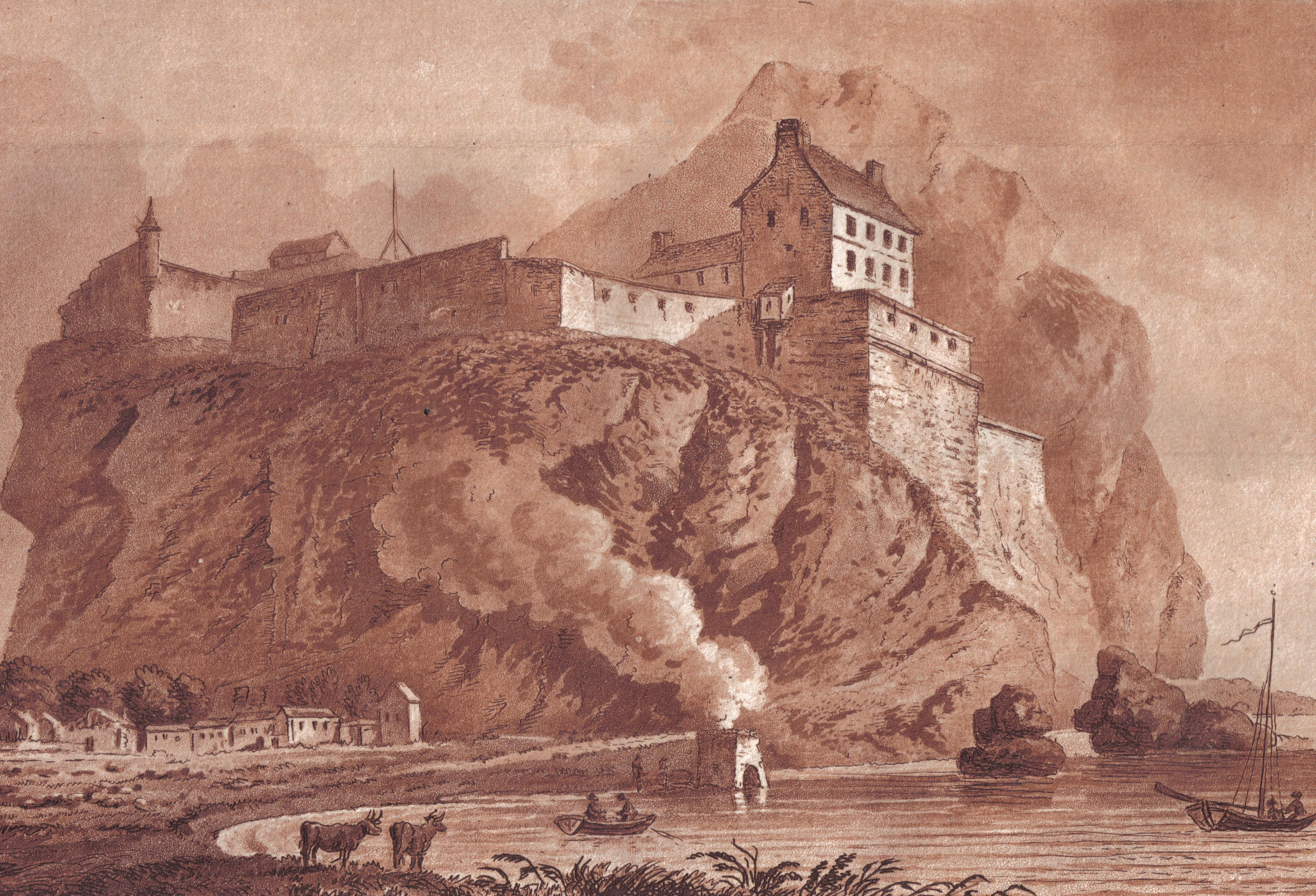
Dumbarton Castle en 1800.

Les Espagnols ne viendront pas mais les « hommes du roi » (« King's men ») ne prennent pas Dumbarton avant avril 1571. Selon George Buchanan, historien de l'époque, polémiste et partisan de Jacques VI qui a écrit un compte-rendu de la chute de la place-forte, un soldat de la garnison déserte après que Fleming a fait fouetter sa femme pour un larçin. Le déserteur rencontre Robert Douglas, un proche du Régent Lennox, et John Cunningham of Drumquhassle, et promet de s'emparer du château avec un petit groupe de soldats. La chronique Historie of King James the Saxt donne une version différente, Douglas et Drumquhassle s'efforçant de recruter un ancien membre de la garnison du nom de Robesoun.
Le Conseil privé du régent adopte le plan d'un assaut à petite échelle mené par le capitaine Thomas Crawford de Jordanhill qui est au service de Lennox, et fixe la date pour le 1er avril 1571. Crawford n'informe ses hommes de leur mission que la nuit précédant l'attaque. Ce jour, la troupe de 150 hommes se met en marche avant l'aube, ralentie par un pont écroulé et une terreur vive causée par des feux-follets. Bien qu'ils soient aidés par le brouillard, leurs échelles pour gravir la falaise, les murailles et les créneaux s'avèrent encombrantes. Alors que tout se passe bien, un des soldats reste figé sur l'échelle et on doit l'y attacher pour permettre aux autres de passer. Au sommet, Alexander Ramsay est le premier à franchir le mur intérieur et tue trois sentinelles. Derrière lui, le mur usé s'effondre, ouvrant une brèche où s'engouffer. Selon Buchanan, la garnison s'éparpille. John Fleming parvient à s'enfuir mais sont pris John Fleming Biggar, John Hamilton, évêque de Saint Andrews, Vérac, un envoyé français venu fournir des munitions, Alexandre Master de Livingstone et un anglais nommé Johnson. Le régent Lennox vient en personne à Dumbarton : Vérac et les Anglais sont relâchés, Fleming de Biggar est emprisonné et l'évêque est mené à Stirling où il est pendu pour avoir participé à l'assassinat du régent Moray par un de ses proches, James Hamilton.
En septembre 1570, les canons de Dumbarton sont emmenés à Édimbourg pour y forcer une barricade dans High Street élevée par les « Queen's men » qui tiennent le château d'Édimbourg.

## Édimbourg

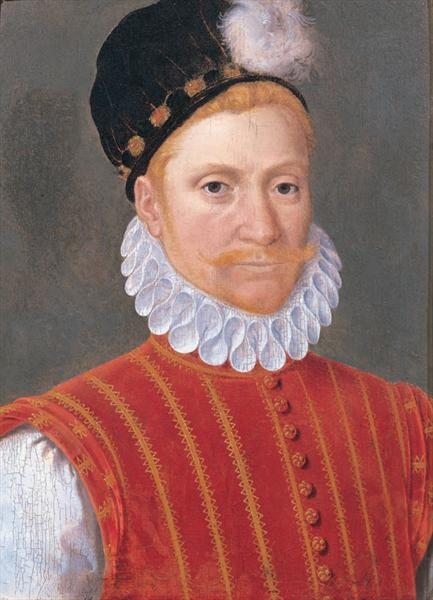
William Kirkcaldy de Grange, peint par Jean Clouet.

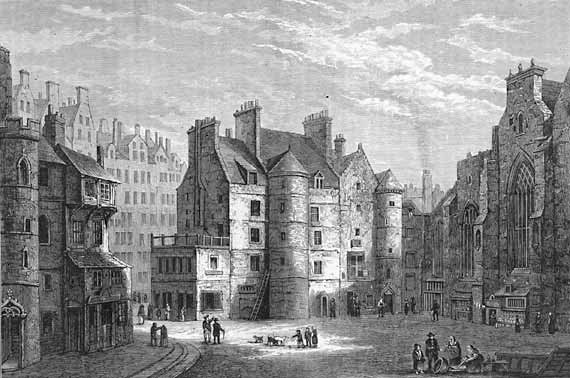
Ancienne mairie d'Édimbourg.

James Balfour Lord Pittendreich, ancien membre du Conseil privé de la reine, juriste et négociateur, a livré le château d'Édimbourg à Moray qui nomme William Kircaldy, un de ses fidèles lieutenants, pour le défendre. Mais après l'assassinat de Moray et la prise de Dumbarton, Kircaldy change de camp et occupe la ville et le château au nom de Marie Stuart et s'oppose au nouveau régent Lennox. S'ensuit alors le Long Siège (de lang : long, en écossais). Les hostilités commencent fin avril après que Kircaldy a fait arrêter le prévôt d'Édimbourg, James MacGill Lord Nether Rankeillour. Cette période a été appelée « Guerre entre Leith et Édimbourg », Morton et l'armée du roi étant installés à Leith.
Le premier affrontement se produit en mai sur la colline de Lousie-Law, suivi par un siège de plusieurs mois de la ville, et un second plus court en octobre. Le 13 mai 1571, l'artillerie royale est déployée et on bâtit une redoute de trois canons, attaquée la nuit même. Le 14 mai, les partisans du roi se réunissent à la mairie de Canongate pour une assemblée surnommée « parlement rampant » en raison de leur tentative de se réunir discrètement, pendant que les partisans de la reine eux tiennent assemblée à la mairie d'Édimbourg. Le blocus de la ville se poursuit avec des escarmouches jusqu'à un affrontement au château de Craigmillar et à Shrubhill. Le 26 juin, nommé par la suite le « samedi noir », Morton amène Kirkaldy à faire une sortie qui se solde par un échec. En juillet, les hommes du roi occupent le palais de Holyrood, Kirkaldy riposte en positionnant des fusils pour tirer dessus.
Il y eut des tentatives pour venir en aide au château depuis la France. En juillet 1571, John Chisholm, préfet de l'artillerie écossaise, est capturé venant de Dieppe avec de l'argent donné par James Beaton, évêque de Glasgow en exil, des boulets de canon de quatre calibres différents et des piques, réussissant cependant à faire passer une partie de l'argent à Kirkaldy. Bien qu'il ait été arrêté à North Queensferry, on le soupçonne d'avoir voulu prendre le château de Tantallon pour faire la jonction avec les hommes de la reine qui attaquent le château sans succès le 2 juillet.
De février 1572 à l'été, les hommes de Kirkaldy, alors surnommés « les castillans », commencent à détruire des maisons au-dessus de Canongate pour dégager le terrain en vue des combats et récupèrent le bois des maisons pour le chauffage, les mines de charbon ayant été sabotées. Il semble qu'ils aient essayé d'obtenir des prêts de riches bourgeois qui avait eu recours à Leith, et pas moins de 50 maisons sont démantelées par le « capitaine des cheminées ». Kirkaldy obtient plus de succès en levant des fonds auprès de riches marchands en hypothéquant les bijoux de la couronne. Il s'avère plus tard que deux d'entre eux sont des amis personnels du régent Moray et de John Knox.

### Guerre civile au Nord
Dans le même temps, au nord de l'Écosse, le régent Mar envoie le Clan Forbes attaquer Adam Gordon d'Auchindoun, frère de George Gordon Lord Huntly, chancelier d'Écosse. Les Forbes sont défaits à la bataille de Tillieangus le 10 octobre 1571 et à Craibstone le 20 novembre où le fils de Lord Forbes, est emprisonné.

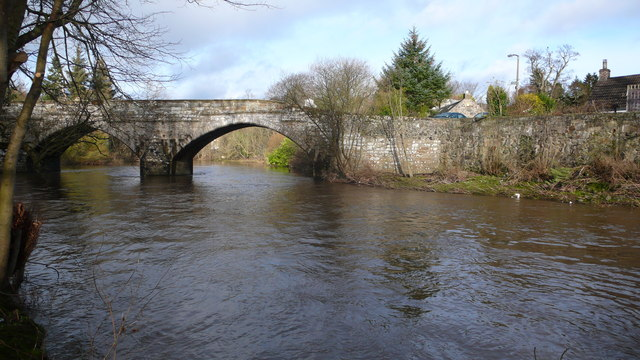
Les hommes envoyés pour soutenir Adam Gordon sont capturés et exécutés à Cramond Bridge en 1572.

Un des hommes d'Adam Gordon, le capitaine Thomas Ker est envoyé demander la reddition du château de Corgarff. Devant un refus, il fait brûler le château avec ses trente-huit occupants dont Margaret Forbes et ses enfants, un incident relaté par la Ballade d'edom o Gordon. Gordon marche sur Montrose et soumet la ville en lui imposant un paiement de 2 000 livres et deux foudres de vin. À la même période est pris le château de Broughty près de Dundee, apparemment par ruse, et ne sera repris qu'en avril 1572.
Le 24 avril 1572, un groupe de soldats part d'Édimbourg pour venir en aide à Adam Gordon. Pris par Morton, quinze d'entre eux sont dépouillés de leurs armes et exécutés, les cinq restants emmenés à Leigh et pendus. Selon une chronique hostile à Morton, Historie of James the Sext, cette forme de justice était appelée « guerres de Douglas ». En juillet 1572, Adam Gordon défait l'armée royale dans le Kincardineshire à la bataille de Brechin.

### Dernière année du «Long siège»
Le château de Niddry près d'Édimbourg est tenu par George Lord Seton. Selon l'Historie of James the Sext, la garnison d'Édimbourg fait diversion en attaquant à deux miles de là. Les hommes du roi lancent un appel à Élisabeth Ire, reine d'Angleterre : ils manquent d'artillerie et d'argent pour prendre Édimbourg et craignent que Kirkaldy ne reçoive de l'aide de France. Élisabeth envoie William Drury qui avec Philibert du Croc, l'ambassadeur du roi de France en Écosse, parviennent à obtenir la signature d'une trêve par les 2 partis le 30 juillet 1572; la ville est rendue au roi et Kirkaldy est assigné au château. La trêve est levée le 1er janvier 1573 et Kirkaldy commence à faire tirer des boulets sur la ville. Mais ses réserves de poudre et de munitions baissent et malgré ses 40 canons, il n'a que sept artilleurs dans la garnison. Les troupes du roi dirigées par le nouveau régent Morton, planifient un siège du château. Des tranchées sont creusées autour du château et la source d'eau qui l'alimente est empoisonnée. Des pourparlers de paix sont menés par le diplomate anglais Henry Killigrew et mènent à la Pacification de Perth le 15 février 1573 ; tous les hommes de la reine se rendent à Morton, excepté Kirkaldy et les castillans en dépit du manque d'eau. Ne restent avec lui que William Maitland de Lethington, son frère John Mailand, Alexander Lord Home, Robert Melvillede Murdocairnie, Robert Crichton évêque de Dunkeld, Robert Logan de Restalrig et le gouverneur du château Henry Echling de Pittadro. La garnison poursuit son bombardement, tuant nombre d'habitants, et effectue des sorties en incendiant une centaine de maisons et en tirant sur quiconque essaie d'échapper aux flammes. Certains fuient Édimbourg et installent un conseil municipal à Leigh.
En avril, 1 000 hommes emmenés par William Drury arrivent à Édimbourg suivis par 27 canons. Une batterie est installée devant le rempart est, cinq autres aux points nord, ouest et sud. Le bombardement commence le 17 mai et dure 12 jours pendant lesquels 3000 balles sont tirées. Le 26 mai, les Anglais lancent l'assaut et prennent une fortification extérieure. Le jour suivant, Kirkaldy ordonne un cessez-le-feu et sort négocier une reddition. Quand on lui fait comprendre qu'il ne partira pas libre après s'être rendu, il choisit de reprendre le combat mais la garnison menaçant de se révolter, il négocie avec Drury d'être remis lui et ses hommes aux Anglais plutôt qu'aux Écossais de Morton. Le château est remis au frère du régent et la garnison est libérée. Kirkaldy, son frère James et deux joaillers qui ont battu monnaie pour Marie Stuart à l'intérieur du château sont pendus sur la place du Marché à Édimbourg.

## Implication de l'Angleterre

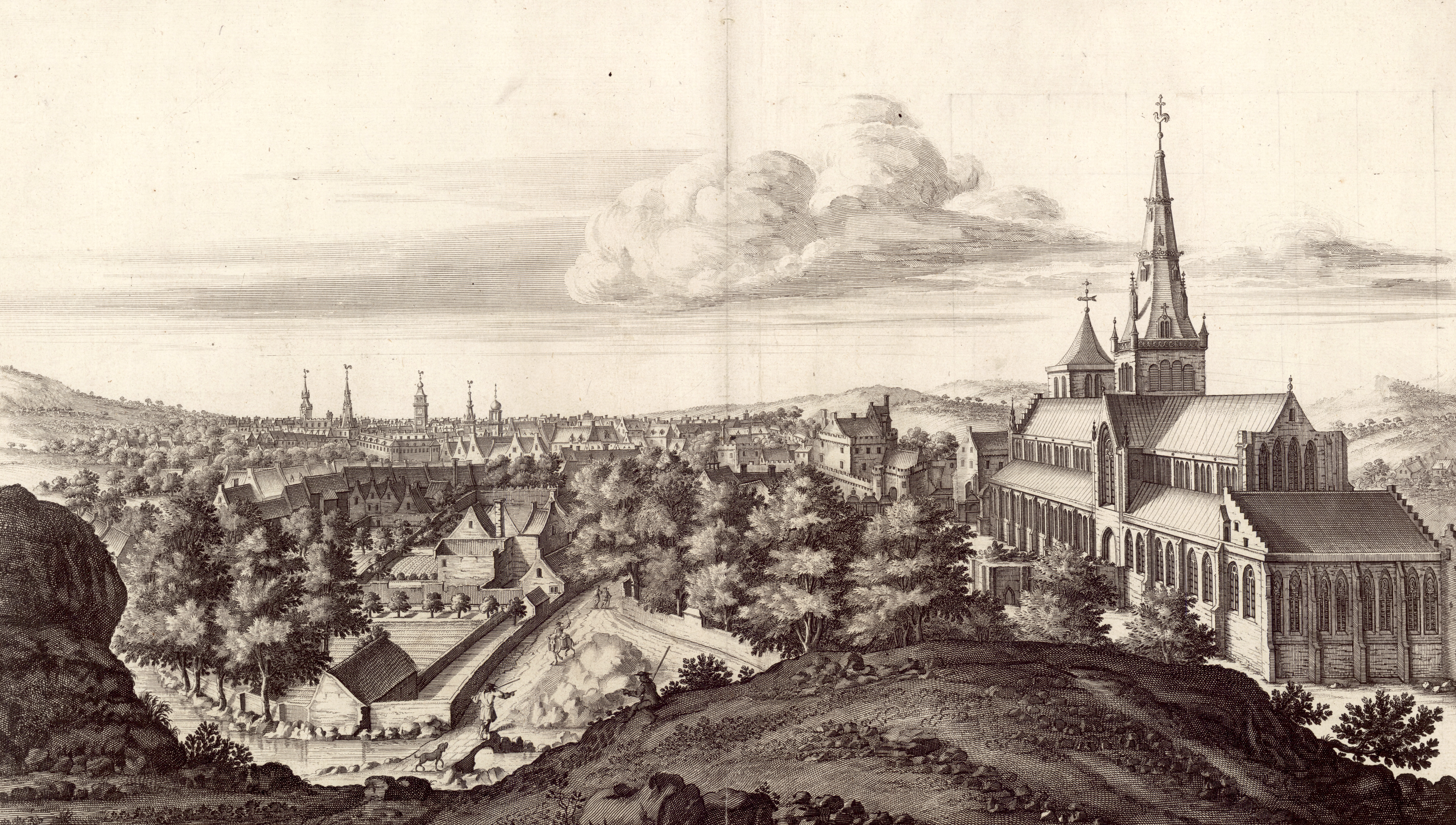
La cathédrale Saint-Mungo de Glasgow et le château d'Édimbourg, gravure par John Slezer (1693).

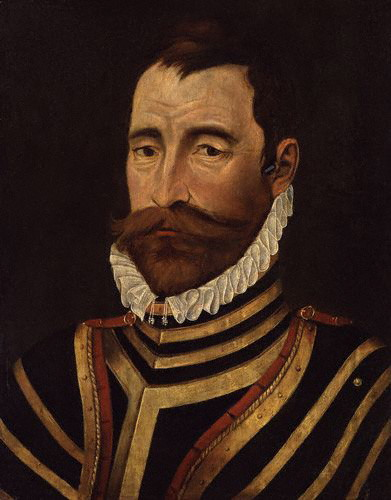
William Drury chargé de deux missions en Écosse (artiste inconnu).

Le régent Moray et son secrétaire John Wood tentent de gagner l'Angleterre à leur cause en produisant huit lettres (en) dans le but d'incriminer Marie Stuart dans la mort d'Henry Stuart. Il est assassiné en janvier 1570 par un membre du clan Hamilton. Élisabeth envoie une armée en Écosse en mai 1570 faire le siège du château de Glasgow. L'armée est menée par Thomas Radclyffe comte de Sussex et dirigée par William Drury nommé Capitaine général. Le régent Lennox les accompagne à Édimbourg le 14 mai 1570. Les Lords de Marie Stuart abandonnent leur siège de Glasgow avant leur arrivée et retournent dans leurs terres, les Hamilton se retirent aux châteaux de Brodick et de Craignethan, William Drury peut alors tenter un siège à Dumbarton. Pour la politique étrangère d'Élisabeth, cette intervention à l'avantage de réduire le risque d'une assistance venue de France ou d'Espagne.
Après le soulèvement du Nord et la mise à jour du complot de Ridolfi, les régents Mar et Morton réussissent à négocier un plus large déploiement de l'armée anglaise à Édimbourg. L'émissaire anglais Henry Killigrew travaille à la négociation d'une pacification avec la noblesse écossaise à Perth en février 1572 où nombre de nobles s'engagent à ne pas soutenir Marie Stuart. La prise du château d'Édimbourg signe la fin de la guerre civile.

## Diplomatie
L'évêque et secrétaire de Marie Stuart John Lesley tient une correspondance pour solliciter la libération de la reine et enrôler des soutiens à sa cause. George Lord Seton est envoyé comme ambassadeur par James Hamilton, duc de Châtellerault auprès de Ferdinand de Tolède en août 1570 afin d'obtenir une aide militaire qui ne viendra pas.
Les partisans du roi rédigent de nombreux courriers et s'efforcent d'obtenir l'assistance de l'Angleterre. Quand parvient à Londres la nouvelle incertaine de la prise de Dumbarton, l'ambassadeur anglais Thomas Randolf rapporte que John Lesley prétend que la chute du château de Dunbar est insignifiante car il a été détruit sur ordre de Moray en 1567. Le Magnat George Talbot comte de Shrewsbury écrit que Marie Stuart, bien qu'elle semble dans les discussions ne pas porter crédit à la perte de Dumbarton, en perd cependant l'appétit après avoir appris la nouvelle.

## Dans la littérature
En Écosse, l'information circule sous forme de ballades imprimées à visée satirique, caricaturant les personnages et les actes des chefs du parti opposé, telles que The tressoun of Dumbertane attribuée à Robert Sempill et moquant John Lord Fleming, ou Answeir to the Englisch Ballad qui moque les régents Mar et Morton.

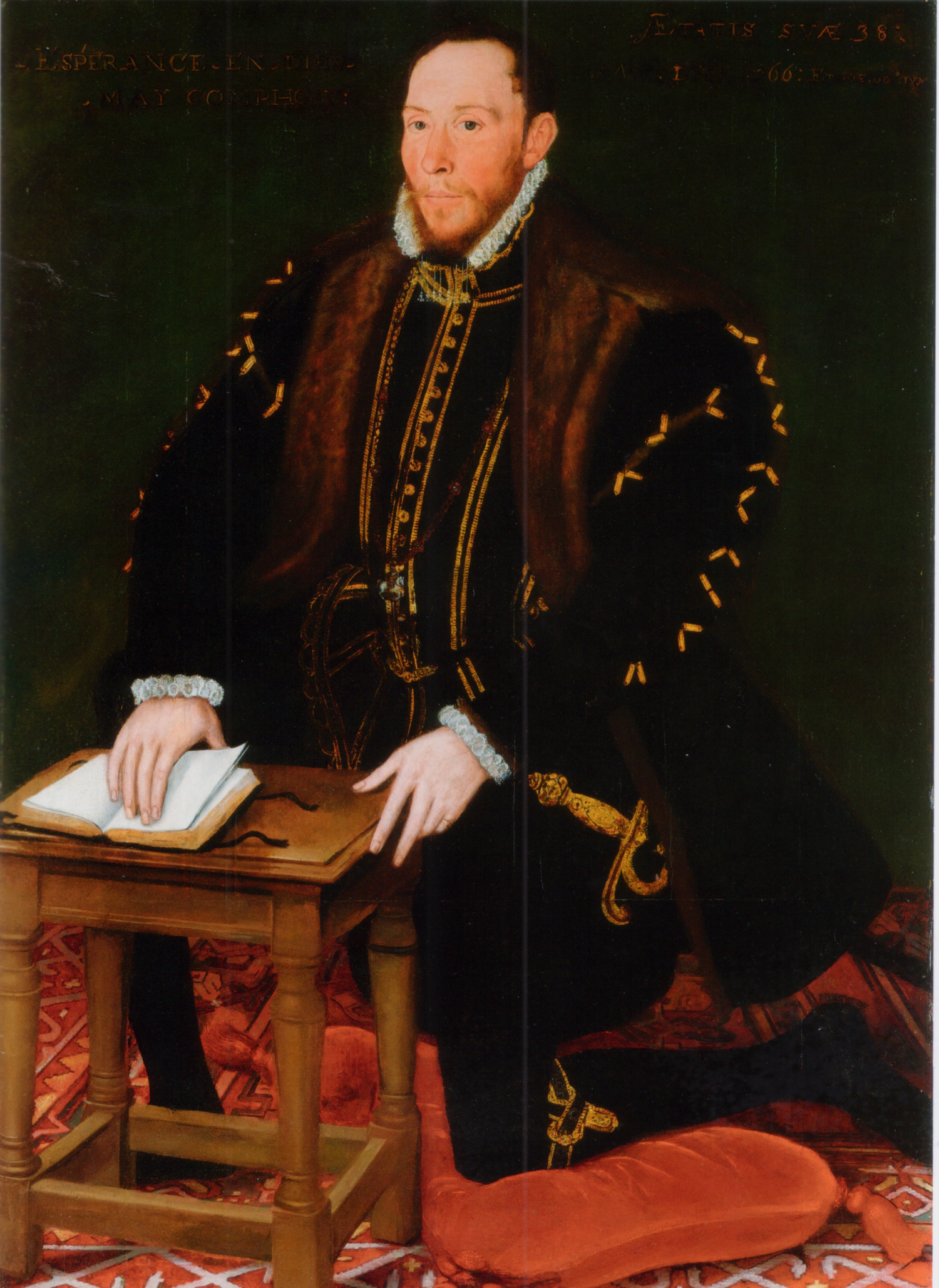
Thomas Percy est exécuté en Angleterre pour avoir pris la tête du soulèvement du Nord.

George Buchanan rédige de courts récits décrivant la mort d'Henry Stuart, Detectio, Ane Detectioun, et Detection of Mary Stewart publiés à Londres et Saint-Andrews en latin et en écossais, dont un récit incluant du texte issu des casket letters (en). D'autres récits ultérieurs conserveront le parti pris des deux camps. Après l'exécution de Marie Stuart, Adam Blackwood écrit Martyre de la Royne d'Escosse, Douairiere de France (1587) qui renvoie un portrait peu flatteur de Moray et Morton. L'Historie of King James Sext attribuée à John Colville, est considérée comme favorable aux Hamilton.
La guerre civile terminée et Marie Stuart emprisonnée, des livres paraissent, ne se contentant pas seulement d'exposer le contexte et les événements, mais se penchent sur les aspects historique et théoriques de la monarchie écossaise. George Buchanan écrit De Jure Regni apud Scotos (La Loi royale chez les Écossais), et David Chambers d'Ormond, partisan de Marie Stuart, publie son Histoire Abbregée de tous les Roys de France, Angleterre et Escosse, (Paris, 1579). Ces ouvrages, comme l'History of Scotland (1572) de George Buchanan reprennent l'histoire des anciens rois d'Écosse, pour la plupart rois de légendes, qui ont été déposés justement ou injustement par leurs sujets et comparent leur sort à celui de Marie Stuart. Buchanan et Chambers étaient tous deux des écrivains attachés à leur pays et avaient une conception de la royauté écossaise largement héritée du mythe selon lequel les écossais seraient issus d'un peuple venu de Scythie qui aurait élu son premier roi Fergus Mór 250 ans après leur arrivée en Écosse. L'historien Roger A. Mason considère que le propos central de G. Buchanan dans De Jure Regni apud Scotos est à l'opposé de la notion de monarchie absolue, et que Buchanan expose une théorie de la souveraineté populaire où le roi est nommé par le peuple pour remplir des fonctions définies faute de quoi celui-ci est en droit de le déposer en faveur de quelqu'un de plus apte. Buchanan écrit que « les rois quand ils versaient dans la tyrannie envers leurs sujets furent empêchés » en soulignant qu'une telle coutume de son époque persistait dans les élections de chefs de clan écossais dans la Gàidhealtachd des Highlands et des Îles. Une légende similaire est utilisée par le parti de Marie Stuart dans le but opposé. En décembre 1569, un partisan, peut-être John Lesley, fait valoir que l'élection de Fergus Ier et la nature de la royauté écossaise qui en découle rend le parlement écossais incompétent pour accepter l'abdication de Marie Stuart.
Le point de vue de Buchanan est plus tard décrit par le juriste écossais William Barclay comme « monarchomachique ». Jacques VI est opposé aux conceptions de Buchanan et tente de faire censurer ses travaux. En septembre 1583, il rejette les conseils de Francis Walsingham, maître-espion d'Élisabeth, déclarant être un « roi absolu ». Des auteurs de l'époque dont Adam Blackwood mettent en avant que Buchanan décrit plus la situation et les institutions de la Rome antique que celles que l'Écosse a connues et que l'aspect électif de la monarchie écossaise a pris fin avec le serment d'allégeance initial du peuple écossais à Fergus Ier et ses successeurs.

## Événements clés
- 15 juin 1567 : bataille de Carberry Hill qui entraîne l'abdication de Marie Stuart ;
- 13 mai 1568 : bataille de Langside entraîne l'exil de Marie Stuart en Angleterre ;
- Juin 1568 : raid de Dumfries, campagne du régent Moray dans l'ouest ;
- novembre 1569 : soulèvement du Nord ;
- 1569 - 1573 : siège de Chanonry of Ross (en) ;
- 21 janvier 1570 : assassinat du régent Moray par James Hamilton ;
- 11 mai 1570 : marche de William Drury sur Glasgow[53] ;
- 17 mai 1570 : levée du Siège de Glasgow, prise des châteaux de Hamilton, Cadzow, Craignethan, incendie de Kinneil House[54] ;
- 25 août 1570 : prise de Doune par Lennox ;
- 5 avril 1571 : prise de Dumbarton par Lennox ;
- Lang Siege d'Édimbourg de mai 1571 à 1573 ;
- 4 septembre 1571 : Lennox est mortellement blessé à Stirling, selon certains récits par un tir ami[55] ;
- septembre 1571 : découverte du complot de Ridolfi ;
- 10 octobre et 20 novembre 1571 : batailles de Tilieangus et Craibstone, affrontements entre les Gordon et les Forbes ;
- 30 juillet 1572 : trêve signée à Edimbourg après une demande conjointe de la reine d'Angleterre et du roi de France;
- février 1573 : Pacification de Perth ;
- avril 1573 : arrivée des troupes anglaises de William Drury au siège d'Édimbourg ;
- 28 mai 1573 : reddition du château d'Édimbourg, arrestation de William Kircaldy de Grange.